# Barbara Bates
Barbara Bates (Denver (Colorado), 6 augustus 1925 - aldaar, 18 maart 1969) was een Amerikaanse actrice.

## Levensloop en carrière

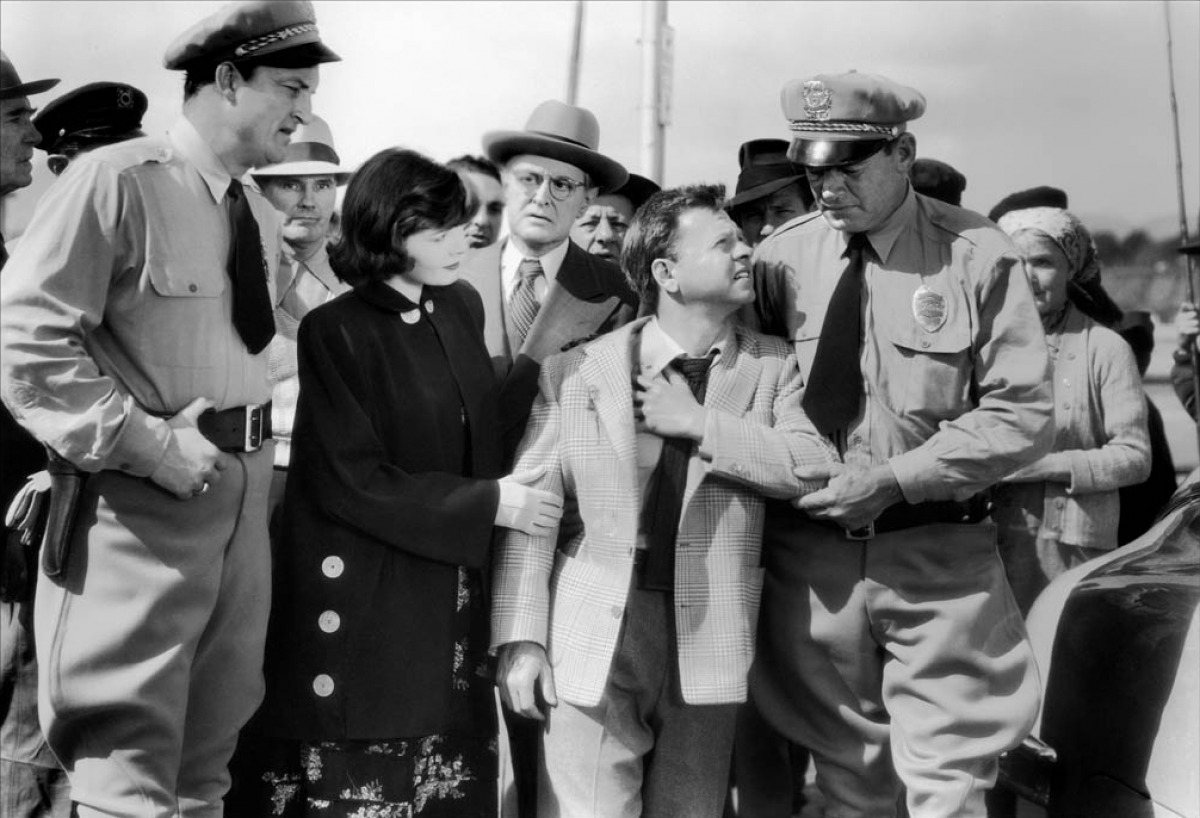
Bates en Mickey Rooney in Quicksand (1950)

Bates werd in 1944 ontdekt door Cecil Coan van United Artists. In datzelfde jaar tekende ze een contract bij Universal Pictures. In 1945 speelde ze haar eerste rol in Salome Where She Danced naast Yvonne De Carlo. Ze werd ook verliefd op Coan, die op dat moment nog getrouwd was. De twee huwden in 1945. In 1947 tekende ze bij Warner Bros., waarvoor ze in 1948 in June Bride speelde naast Bette Davis en Robert Montgomery. Nu volgden de rollen elkaar snel op: in The Inspector General (1948) speelde ze naast Danny Kaye en in Quicksand (1950) naast Mickey Rooney. Ook werd ze gecast voor Cheaper by the Dozen (1950) en All About Eve (1951). Verder speelde ze begin jaren '50 nog in Let's Make It Legal en The Caddy. Halfweg de jaren '50 speelde ze in de sitcom It's a Great Life. In 1955 werd ze uit de serie geschreven omdat ze steeds dieper wegzakte in een depressie.
Tussen 1955 en 1957 tekende ze voor The Rank Association. Dit contract werd na twee jaar ontbonden. Haar laatste film maakte ze in 1958. In 1960 werd bij haar echtgenoot kanker vastgesteld. In 1962 deed ze een mislukte zelfmoordpoging. In 1967 overleed haar man aan kanker. Een jaar later was nog kortstondig getrouwd met William Reed. Enkele maanden later pleegde ze zelfmoord door koolstofmonoxidevergiftiging. Ze was 43 jaar oud.